# Regatta
Pour les articles homonymes, voir Regata.

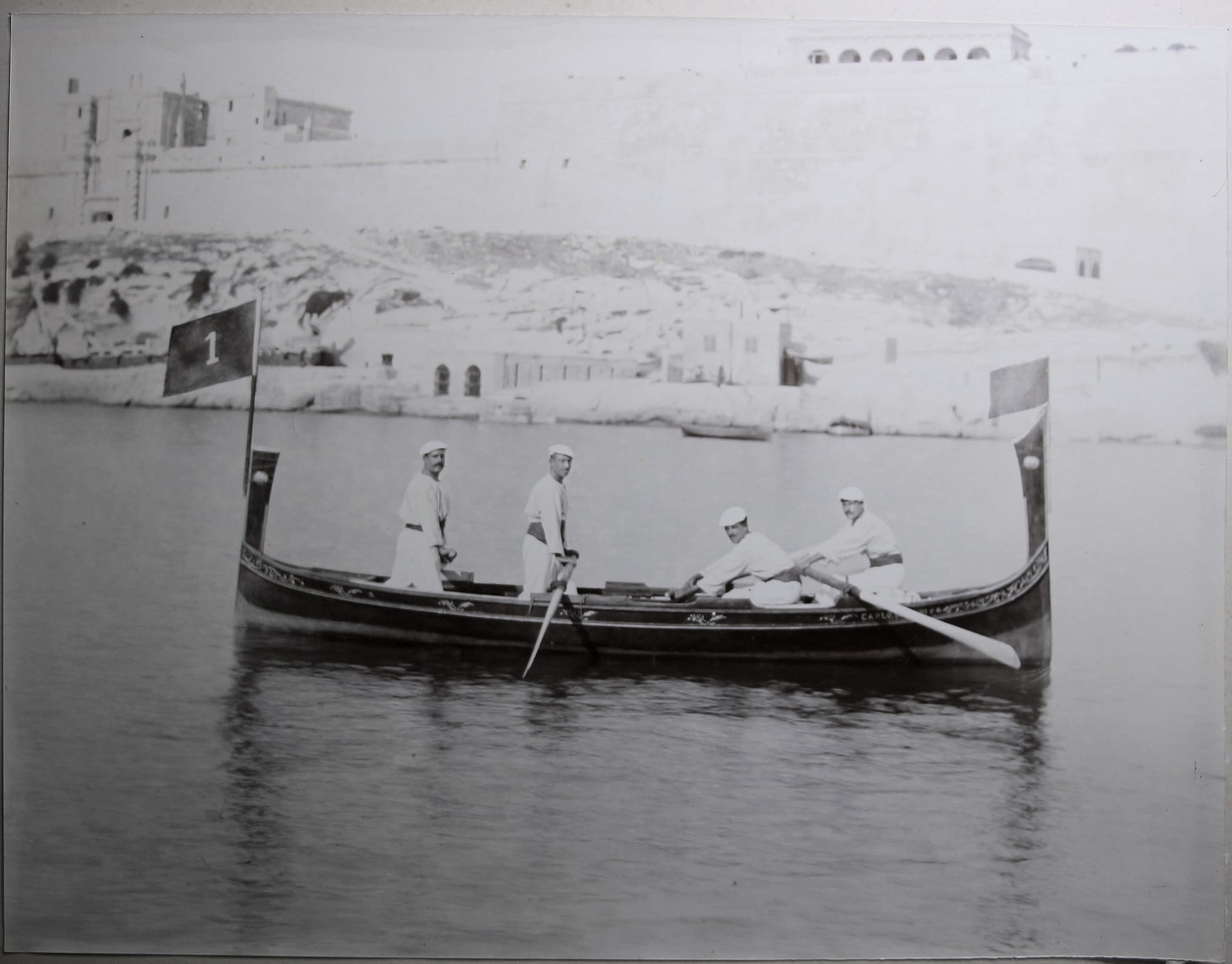
Thomas Fenech

La Regatta est une compétition d'aviron qui se dispute à Malte dans le Grand Harbour depuis la fin du XVIe siècle. La Regatta Jum il-Vitorja (la régate du jour de la Victoire) est organisée le 8 septembre de chaque année, depuis 1822 et officiellement depuis 1965 avec la participation de sept clubs d'aviron.

## Historique
Historiquement, la Regatta  date de la fin du XVIe siècle lorsque les paroisses voisines du Grand Harbour de Malte ont demandé l'autorisation des grands maîtres de l'ordre de Saint-Jean de Jérusalem d'organiser des courses d'aviron dans le cadre de la célébration de la victoire sur les troupes ottomanes lors du Grand Siège.
La Regatta Jum il-Vitorja remonte à 1822 quand une régate eut lieu pour la festa  Maria Bambina (La fête de la nativité de Notre-Dame) à Senglea le 8 septembre. La regatta se court dans sa forme actuelle depuis 1955 et a été officialisée comme faisant partie intégrante des festivités du Jum il-Vitorja en 1965 pour les 400 ans de la victoire lors du Grand Siège. Depuis 1955, c'est, en 2014, la 59e édition du palmarès.

## Club participant
Sept clubs d'aviron participent à la Regatta ; six sont implantés autour du Grand Harbour et un vient du sud-est de l'île de Malte, de Birżebbuġa :
- Klabb Regatta Birżebbuġa, couleurs de fanion et de coque bleu, blanc et rouge ;
- Klabb Regatta Bormla, couleurs de fanion bleu et de coque bleu et blanc ;
- Isla Regatta Club, couleurs de fanion et de coque jaune et rouge ;
- Kalkara Regatta Club, couleurs de fanion et de coque vert ;
- Tal-Marsa Regatta Club, couleurs de fanion et de coque rouge et bleu ;
- Marsamxett Valletta Regatta Club, couleurs de fanion jaune et de coque blanc ;
- Vittoriosa Regatta Club, couleurs de fanion et de coque rouge.

Pour exister, un club doit posséder officiellement au moins cent membres, qui font vivre le club et permettent aux quelques rameurs d'avoir des bateaux compétitifs et de pouvoir s'entrainer. Les Regatta Clubs sont des lieux de vie sociale à l'image des autres clubs associatifs comme les clubs de musique.

## Type de bateaux
Trois types de bateaux sont retenus pour concourir à la Regatta, tous bateaux typiquement maltais : la dgħajsa, le kajjik et la frejgatina.
La dgħajsa, certainement le bateau le plus typiquement maltais avec le luzzu, est représentée dans trois séries :
- la Dgħajsa tal-Pass b'Zewg Imqadef, la plus répandues, se court en deux de pointe sans barreur - un assis, dos à l'avancement, qui tire la rame, et un debout, face à l'avancement, qui pousse la rame ;
- la Dgħajsa tal-Pass b'Erba Imqadef, se court en quatre de pointe sans barreur - alternativement deux assis, dos à l'avancement, qui tirent la rame, deux debout, face à l'avancement, qui poussent la rame ;
- la Dgħajsa tal-Midalji b'Erba Imqadef, dgħajsa conçue en 1898 spécialement pour la compétition. Plus fine, moins stable mais plus rapide, elle se court, comme la Dgħajsa tal-Pass b'Erba Imqadef, en quatre de pointe sans barreur.

Le Kajjik b'Zewg Imqadef, se court en deux de pointe sans barreur - un assis, dos à l'avancement, qui tire la rame, et un debout, face à l'avancement, qui pousse la rame.
La Frejgatina b'Zewg Imqadef u Tmunier, se court en deux de pointe avec barreur - les deux rameurs assis dos à l'avancement tirent la rame et un barreur assis à l'arrière au fond du bateau face à l'avancement.

## Courses
Les courses se déroulent dans la baie de Grand Harbour sur une longueur de 1 200 mètres entre Marsa et l'ancien bâtiment des douanes de La Valette. Théoriquement les courses doivent se dérouler en couloir mais la profondeur de la baie ne permet pas de mouiller des bouées de parcours. L'absence de barre (sauf pour la frejgatina), les courants traversiers et les vents variables, n'autorisent que trop rarement un déroulement sans réclamation des courses. Seule la ligne et départ est matérialisée par une ligne et des bouées. Chaque bateau concurrent s'attache par un bout à sa bouée de départ et s'en libère au signal de départ. La ligne d'arrivée est matérialisée par l'alignement d'un mât à terre avec le bateau des commissaires de course.
Traditionnellement un patrouilleur de l'AFM - Forces armées de Malte - suit chacune des courses avec à son bord les délégués des clubs participants pour juger du fair-play de chaque concurrent et éventuellement porter réclamation auprès du comité de course délégué par le Kunsill Malti Għall-Isport (Conseil maltais pour le sport).
La Regatta se dispute en deux séries : l'une - U25 - réservée au moins de 25 ans et l'autre - open - sans restriction. Chaque série court sur chaque type de bateaux avec des équipages spécialistes de ceux-ci. Des points sont attribués aux trois premiers de chaque course :
- 24, 16 et 8 en Dgħajsa tal-Midalji b'Erba Imqadef ;
- 20, 12 et 6 en Dgħajsa tal-Pass b'Zewg Imqadef et Dgħajsa tal-Midalji b'Erba Imqadef ;
- 12, 8 et 4 en Kajjik b'Zewg Imqadef et Frejgatina b'Zewg Imqadef u Tmunier.

Le total des points obtenu dans chaque série permet de déterminer le club gagnant qui reçoit pour un an le Shield (bouclier) sur lequel son nom est apposé. Exposé dans les locaux du club, la possession du Shield Open fait la fierté de la ville.
Pour des occasions exceptionnelles, il peut être organisée une course spéciale mais ne comptant pas dans l'attribution du Shield. En 2012 pour fêter les 70 ans de la remise de la George Cross au peuple maltais, une course réservée au moins de 18 ans en Kajjik b'Zewg Imqadef était au programme.
Toute l'année les rameurs s'entrainent pour être au meilleur niveau le 8 septembre pour la Regatta Jum il-Vitorja. Les clubs peuvent se rencontrer en eau libre pour parfaire leur entrainement. Pour étalonner leur préparation, les clubs de regatta se rencontrent dans les mêmes conditions que la Regatta Jum il-Vitorja le 31 mars pour la Regatta Jum il-Ħelsien (Régate du jour de la Liberté) mais cette régate n'a pas la popularité ni le succès que la Regatta Jum il-Vitorja.

## Palmarès
Le palmarès, sur 59 éditions de la Regatta, n'est conservé que pour les vainqueurs du Shield dans la série open la plus prestigieuse.
Après la Regatta de 2014, le vainqueur incontesté est le Isla Regatta Club avec 23 inscription au Shield : en 1955, 1956, 1957, 1958, 1961, 1962, 1966, 1989, 1991, 1992, 1993, 1995, 1996, 1998, 1999, 2002, 2003, 2004, 2008, 2009, 2010, 2011 et 2012.
Suivi du Klabb Regatta Bormla avec 17 inscriptions : en 1968, 1970, 1972, 1973, 1974, 1978, 1979, 1980, 1981, 1982, 1983, 1985, 1986, 1988, 1990, 1994 et 2013 (ex aequo avec Marsa). Mais jusqu'à maintenant il détient la plus longue série de victoires avec six victoires de 1978 à 1983.
Le Tal-Marsa Regatta Club totalise 11 inscriptions en 1967, 1975, 1976, 1977, 1987, 1997, 2000, 2001, 2005, 2013 (ex aequo avec Bormla) et 2014. Le Kalkara Regatta Club compte  7 inscriptions : 1959, 1960, 1963, 1964, 1965, 1969 et 1971. Le Marsamxett Regatta Club a 2 inscriptions en 2006 et 2007 et le Vittoriosa Regatta Club une seule en 1984. Le dernier venu à la compétition en 2012 le Klabb Regatta Birżebbuġa ne compte donc encore aucune victoire.